# Херли, Джозеф
Джозеф Херли (май 1914 г .- 5 Октябрь 1982, Лос-Анджелес, Калифорния) — художник-постановщик и арт-директор.

## Биография
Херли начал свою карьеру в съёмочной группе в 1953 году в качестве внештатного иллюстратора концепт-арта на съемках фильма ужасов Джека Арнольда «Оно пришло из далёкого космоса». В 1956 году, снова без указаний в титрах, он работал ассистентом художника-постановщика над эпическим фильмом «Вокруг света за 80 дней» . В том же году он впервые работал ответственным художником-постановщиком над фильмом категории B «В буре страсти». Его вторым и последним фильмом в этом качестве стал «Психо» Альфреда Хичкока.
В 1961 году он был номинирован на премию «Оскар» за лучший работу художника-постановщика вместе с Робертом Клатворти и Джорджем Майло, но в том же году награда досталась «Квартире» Билли Уайлдера. С конца 1960-х и по начало 1980-х он снова работал художником-постановщиком над такими произведениями, как «Китайский квартал», «Китайский синдром» и «Почтальон всеглда звонит дважды».

## Избранная фильмография
- 1953: Оно пришло из далёкого космоса
- 1956: Вокруг света за 80 дней
- 1960: Психо
- 1974: Китайский квартал
- 1979: Китайский синдром
- 1981: Почтальон всегда звонит дважды
- 1982: Самый приятный бордель в Техасе

## Награды
- 1961 : номинация на премию Оскар за лучшую работу художника-постановщика в фильме «Психо» .